# Chrysopogon diaphanes
Chrysopogon diaphanes är en tvåvingeart som beskrevs av Clements 1985. Chrysopogon diaphanes ingår i släktet Chrysopogon och familjen rovflugor. Inga underarter finns listade i Catalogue of Life.